# Homme de Yuanmou
L'Homme de Yuanmou (en chinois simplifié : 元谋 人 ; en chinois traditionnel : 元謀 人 ; en pinyin : Yuánmóu Rén) est le nom donné à deux incisives fossiles du genre Homo, découvertes en 1965 dans le xian de Yuanmou (chinois simplifié : 元谋 县 ; chinois traditionnel : 元謀 縣 ; pinyin : Yuánmóu Xiàn), situé dans la province du Yunnan, dans le Sud de la Chine. La datation des fossiles est controversée, avec des propositions à 0,5 et 1,7 million d'années.

## Historique
Les deux dents furent découvertes en mai 1965 par le géologue Fang Qian, sur une petite colline de la commune de Shangnabang, près du bourg de Danawu, non loin de la ville de Yuanmou, dans la province du Yunnan.

## Description
Il s'agit de deux incisives centrales supérieures. Elles sont plus robustes que des incisives d'Homme moderne, mais sans qu'on puisse les attribuer à une espèce humaine précise.

## Datation
En 1977, une première datation paléomagnétique de la couche où furent trouvées les deux dents donna un âge de 1,7 million d'années, ce qui faisait potentiellement à cette époque de ces fossiles humains les plus anciens d'Asie.
Plusieurs chercheurs chinois contestèrent cette datation, en avançant notamment l'idée que les couches stratigraphiques du site avaient été apparemment bouleversées au cours du temps. En 1984, Liu et Ding notèrent qu'on trouvait plus d'espèces éteintes dans les couches supérieures du site que dans les couches inférieures, et qu'il avait donc dû se produire une inversion de couches au fil du temps. Sur cette base, ils proposèrent d'attribuer les fossiles au Pléistocène moyen, vers 600 000 à 500 000 ans avant le présent.
Fang Qian refit une datation en 1985, qui redonna l'âge initialement estimé, et la reconfirma encore en 1991,.
La datation de l'Homme de Yuanmou reste aujourd'hui controversée parmi les chercheurs.

## Vestiges archéologiques
En 1973, des fouilles complémentaires du site livrèrent trois outils de pierre, des ossements fossiles d'animaux portant des marques de découpe, et des cendres produites par des feux domestiques, en provenance de la même couche stratigraphique que les deux dents fossiles. La domestication du feu par les humains étant généralement tardive, la présence d'un éventuel foyer militerait en faveur de la datation basse des fossiles. Une telle datation basse correspondrait à la période de présence en Chine d'Homo erectus.

## Conservation
Les dents fossiles sont exposées au Musée national de Chine, à Pékin.